# Choi Soo-yeon
Choi Soo-yeon (koreanisch 최수연; * 23. November 1990) ist eine südkoreanische Säbelfechterin.

## Erfolge
Choi Soo-yeon gab im Mai 2012 beim Grand-Prix-Turnier in Tianjin ihr internationales Debüt. 2018 sicherte sie sich ihre ersten Medaillen bei internationalen Meisterschaften. Bei den Asienmeisterschaften in Bangkok gewann sie im Einzel die Bronze- und mit der Mannschaft die Silbermedaille. Die Weltmeisterschaften 2018 in Wuxi beendeten die Südkoreanerinnen um Choi auf Rang drei. Noch erfolgreicher verliefen in dem Jahr die Asienspiele in Jakarta. In der Mannschaftskonkurrenz gelang den Südkoreanerinnen der Gesamtsieg, Choi sicherte sich die Goldmedaille mit Yoon Ji-su, Hwang Seon-a und Kim Ji-yeon. Im Jahr darauf wiederholte Südkoreas Säbelmannschaft der Damen mit Choi in Chiba den dritten Platz bei den Asienmeisterschaften.
Bei den 2021 ausgetragenen Olympischen Spielen 2020 in Tokio war Choi für zwei Wettbewerbe qualifiziert. Im Einzelwettbewerb besiegte sie zunächst in der ersten Runde die Französin Cécilia Berder mit 15:11, ehe sie im Achtelfinale gegen Anna Márton aus Ungarn mit 12:15 ausschied. In der Mannschaftskonkurrenz bildete sie mit Seo Ji-yeon, Kim Ji-yeon und Yoon Ji-su ein Team. Mit 45:40 setzten sie sich in der Auftaktrunde gegen die ungarische Équipe durch, ehe gegen die unter dem Namen „ROC“ antretende russische Mannschaft im Halbfinale mit 26:45 eine Niederlage folgte. Im Duell um die Bronzemedaille trafen die Südkoreanerinnen auf die italienische Mannschaft und wurden dank eines 45:42-Erfolges schließlich Dritte.
Choi studierte Sportmanagement an der Dongeui-Universität in Busan. Sie ist seit 2020 verheiratet.